# 125e régiment d'infanterie (France)

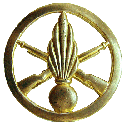
insigne de béret d'infanterie

Le 125e régiment d'infanterie (125e RI) est un régiment d'infanterie de l'Armée de terre française créé par Napoléon Ier, alors Premier consul, à partir de deux régiments d'infanterie hollandais en 1810.

## Création et différentes dénominations
- 1795 : création de la 125e demi-brigade de bataille, à partir du 1er bataillon du 67e régiment d’infanterie, et des 11e et 12e bataillons de volontaires de la formation d'Orléans.
- 1796 : versée dans la 34e demi-brigade d’infanterie de ligne
- 1810 : recréation du 125e régiment d’infanterie de ligne à partir du 4e régiment d’infanterie et du 2e bataillon du 7e régiment d’infanterie, du royaume de Hollande, lors de l'annexion de celui-ci.
- 1813 : dissolution.
- 1870 : Création du 125e régiment d'infanterie
- 1914 : à la mobilisation, il met sur pied son régiment de réserve, le 325e régiment d’infanterie.

- septembre 1944 : recréation à partir des FFI de la région de Poitiers.

## Chefs de corps
- 1795 : chef de brigade Houpert
- 1810 : colonel Frédéric-Henri Wagner

- 1874 - 1881 : colonel Maurice Sabattier

- 1887 - 1890 : colonel Léon Cretin
- 1897 - 1901 : colonel Edmond Babin
- 1901 - 1906 : colonel Jean-Baptiste Fernand Baugillot
- 1906 - 1909 : colonel Lanquetot

- 1940 : Lieutenant-Colonel Tauréo

## Révolution française et Premier Empire
- 1795 : Armée des côtes de Brest

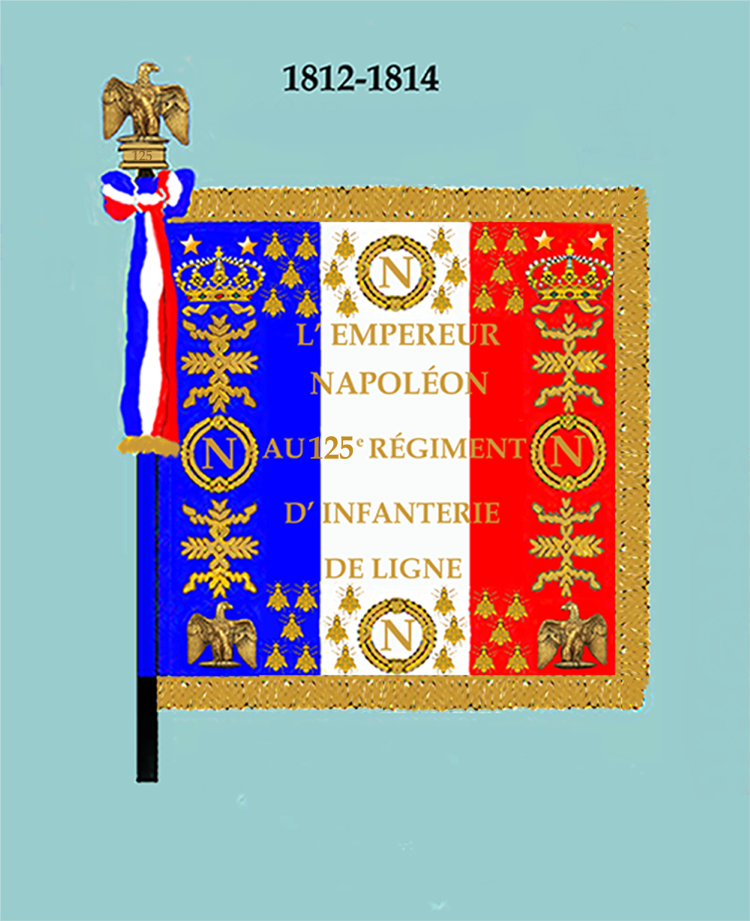
Drapeau modèle de 1812 (avers)
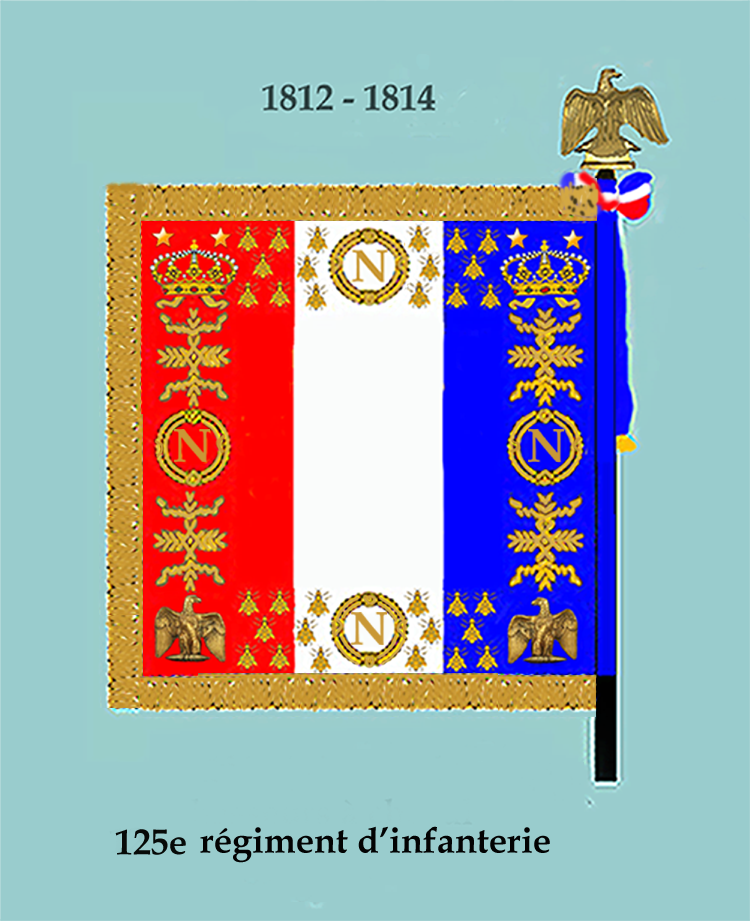
Drapeau modèle de 1812 (revers)

- 1812 : Bataille de Smoliani, Bataille de Borisov, et Passage de la Bérézina

## Second Empire
- 1870-1871 : Siège de Paris

Participation aux combats de Villiers les 30 novembre et 2 décembre 1870.
Source: plaque en marbre du régiment " SOUS OFFICIERS MORTS AU CHAMP D'HONNEUR " sauvée de la destruction au quartier Aboville de Poitiers.

## De 1871 à 1914
Lors de la réorganisation des corps d'infanterie de 1887, le 2e bataillon forme le 156e régiment d'infanterie.
- 26 - 29 août 1881 : combats d'El Arbain en Tunisie.
- 1895 : Madagascar.

En 1907 il est en garnison à Poitiers.

## Première Guerre mondiale
Le 125e RI est formé à Poitiers et à Thouars (1 Compagnie) ; 34e Brigade d'Infanterie, 9e Corps d'Armée.

### Affectation
- 17e division d’infanterie d'août 1914 à décembre 1915
- 152e division d’infanterie de décembre 1915 à novembre 1918

### Historique

#### 1914
- Bataille de la trouée de Charmes (août)
- Bataille des Flandres : Ypres

#### 1915
- offensive d'Artois (9 mai - juin)
- offensive d'Artois (septembre): Arras (25 septembre), Loos (8 octobre)

#### 1916
- Bataille de Verdun : Cote 304 (6-12 mai)
- Bataille de la Somme : Combles, Merval (22 octobre - 2 novembre)

#### 1917
- Somme... Courcy (19 avril) Chemin des Dames (avril, mai)...Lorraine...

#### 1918
- Oise : Méry (11-14 juin).
- Aisne et Oise : Aubervilliers (23 juillet), Pierrepont, Davenescourt, Daucourt (8-23 août), Offoy (3 septembre), Aisonville (15 octobre), Forêt de Nouvion, Hannappes (4-9 novembre).

## Seconde Guerre mondiale

### Drôle de guerre
Régiment de la 18e division d'infanterie du général Duffet, détachée à la 9e armée du général Corap, 11e corps d'armée du général Martin. Région Militaire, Centre Mobilisateur d'infanterie, CMI 91 Angers formé le 9 septembre 1939.
La 18e division d'infanterie est concernée par la manœuvre Dyle préparée à partir de novembre 1939 : elle doit aller tenir un front sur la Meuse, d'Anhée à Hastière.

### Libération
Après sa reformation à Poitiers en 1944, le régiment est envoyé réduire les poches de résistance allemandes de l’Atlantique.

## Drapeau
Il porte, cousues en lettres d'or dans ses plis, les inscriptions suivantes :
- La Bérézina 1812
- La Marne 1914
- Ypres 1914
- Verdun 1916
- La Somme 1916
- Montdidier 1918

## Décorations
Sa cravate est décorée de la Croix de guerre 1914-1918  avec quatre citations à l'ordre de l'armée.
Il a le droit au port de la Fourragère aux couleurs du ruban de la Médaille militaire décernée le 27 novembre 1918.

## Personnalités ayant servi au125eRI
- Octave de Sampigny (1869-1915), militaire, sous-lieutenant au régiment en 1895 à 1911
- Jacques Mercier (1888-1915), historien, sous-lieutenant au régiment tué à Loos-en-Gohelle le 11 mai 1915. Son nom est inscrit au Panthéon parmi les 560 écrivains morts au combat pendant la Première Guerre mondiale. Auteur de Un Mois de Campagne qui relate le premier mois de guerre au 125e RI, publié d'octobre 1914 à janvier 1915 dans Le Mémorial des Deux-Sèvres[3] et L'Avenir de la Vienne[4].
- Raoul Augereau (1889-1940), en 1912, sous-lieutenant (R)

## Sources et bibliographie
- Bibliographie fournie par le musée du château de Vincennes.
- À partir du Recueil d'Historiques de l'Infanterie Française (Général Andolenko - Eurimprim 1969).
- le 125e R.I
- Jacques Mercier (historien), Un Mois de campagne, 1914-1915 (lire en ligne)